# ヘルシンキ市電Nr I形電車
Nr I形は、フィンランドのヘルシンキ市電で使用されている路面電車車両。同路線初の連接車で、NRV I形とも呼ばれる。この項目では、低床車体を挿入したMLNRV I形についても解説する。

## 概要
フィンランドの首都・ヘルシンキ市内を走るヘルシンキ市電における初の連接車（2車体連接車）。当時ドイツのデュワグが展開していた路面電車車両であるデュワグカー（GT6）を基に設計が行われたが、GT6と比較して車体設計が変更された他、量産された路面電車車両としては世界で初めて電機子チョッパ制御装置が用いられた。車体は右側通行を前提とした片運転台で、車内にはクロスシートが配置された。1973年から1975年にかけて40両（31 - 70）が導入され、残存していた2軸車を全て置き換えた。
製造以降ワンマン運転への対応工事を始めとした各種工事が実施されている他、2005年からは全車に対して機器や内装、構体の修繕を主とした近代化工事が行われている。また、塗装についても登場当初は赤色と薄い灰色を基調としたものであったが、その後1995年までに旧型電車と同様に上半分がクリーム色、下半分が緑色の塗装に戻されている。。
2013年 - 2014年には、再度の大規模修繕に加え中央部（乗降扉付近）が低床構造となっている中間車体を挿入し3車体連接車のMLNRV I形とする改造が10両を対象に行われ、同時に車両番号も以下のように変更されている。2021年の時点で現存するのはこの10両のみであり、改造されなかった30両は新型車両「アーティック」の投入により2017年10月30日をもって運用から離脱している。 
| 変更前 | 34  | 37  | 38  | 49  | 50  | 60  | 61  | 62  | 63  | 68  |
| 変更後 | 113 | 114 | 115 | 116 | 117 | 118 | 119 | 120 | 121 | 122 |

## ギャラリー

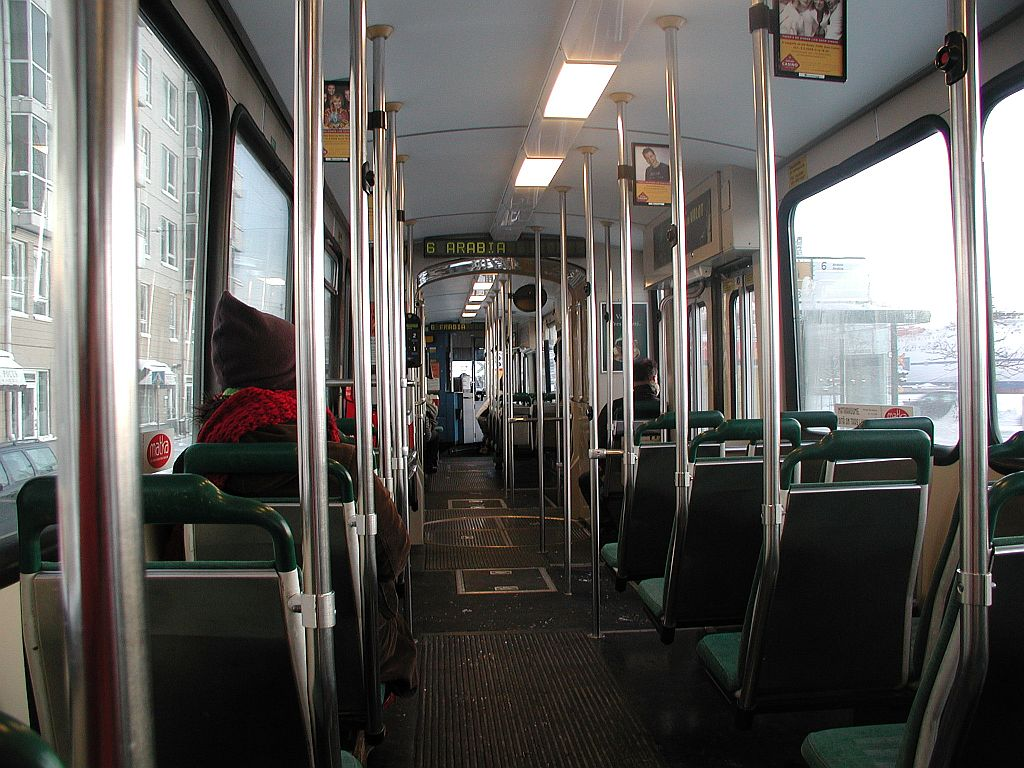
車内（2006年撮影）
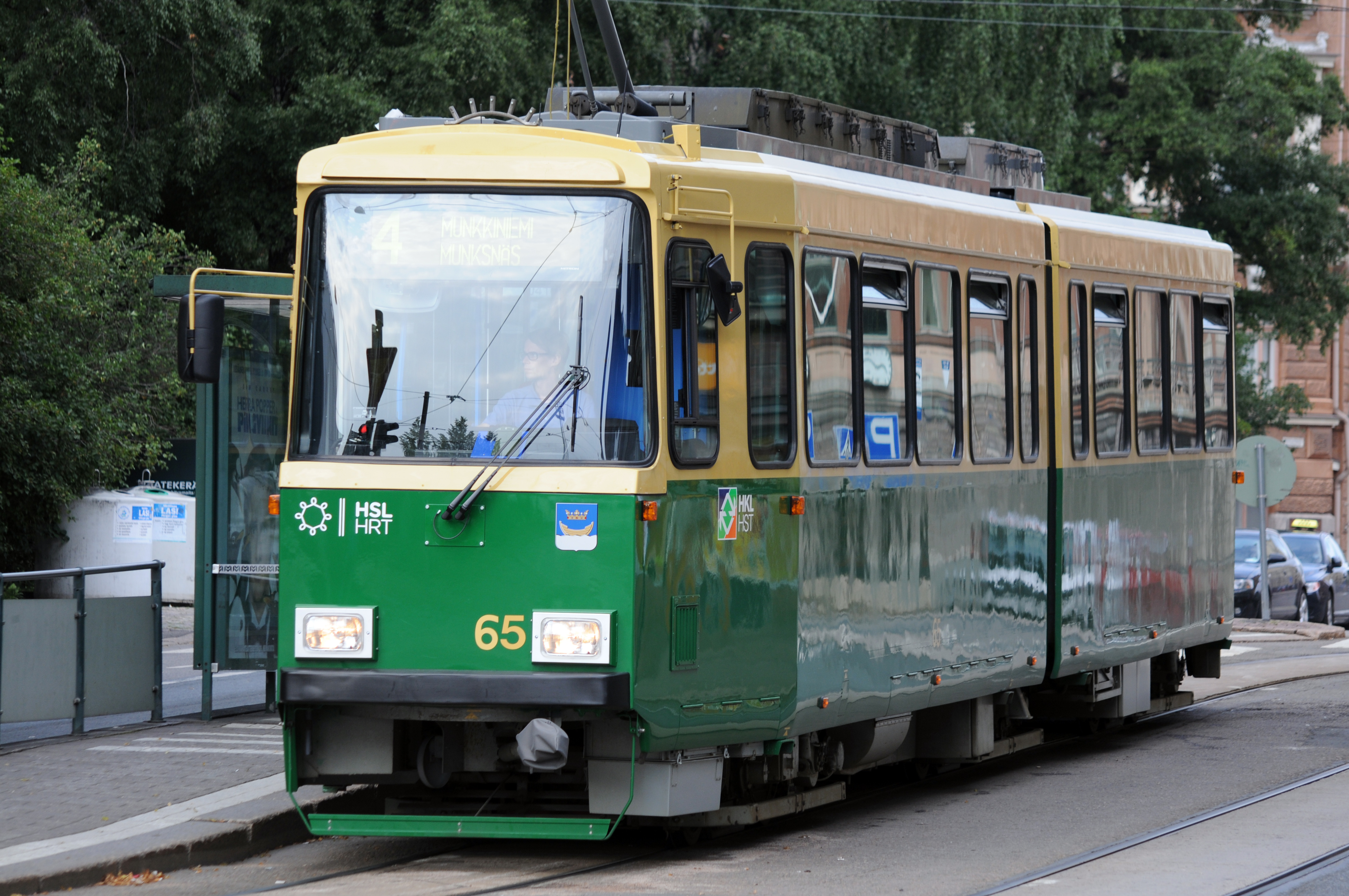
車体左側に乗降扉は存在しない（2011年撮影）
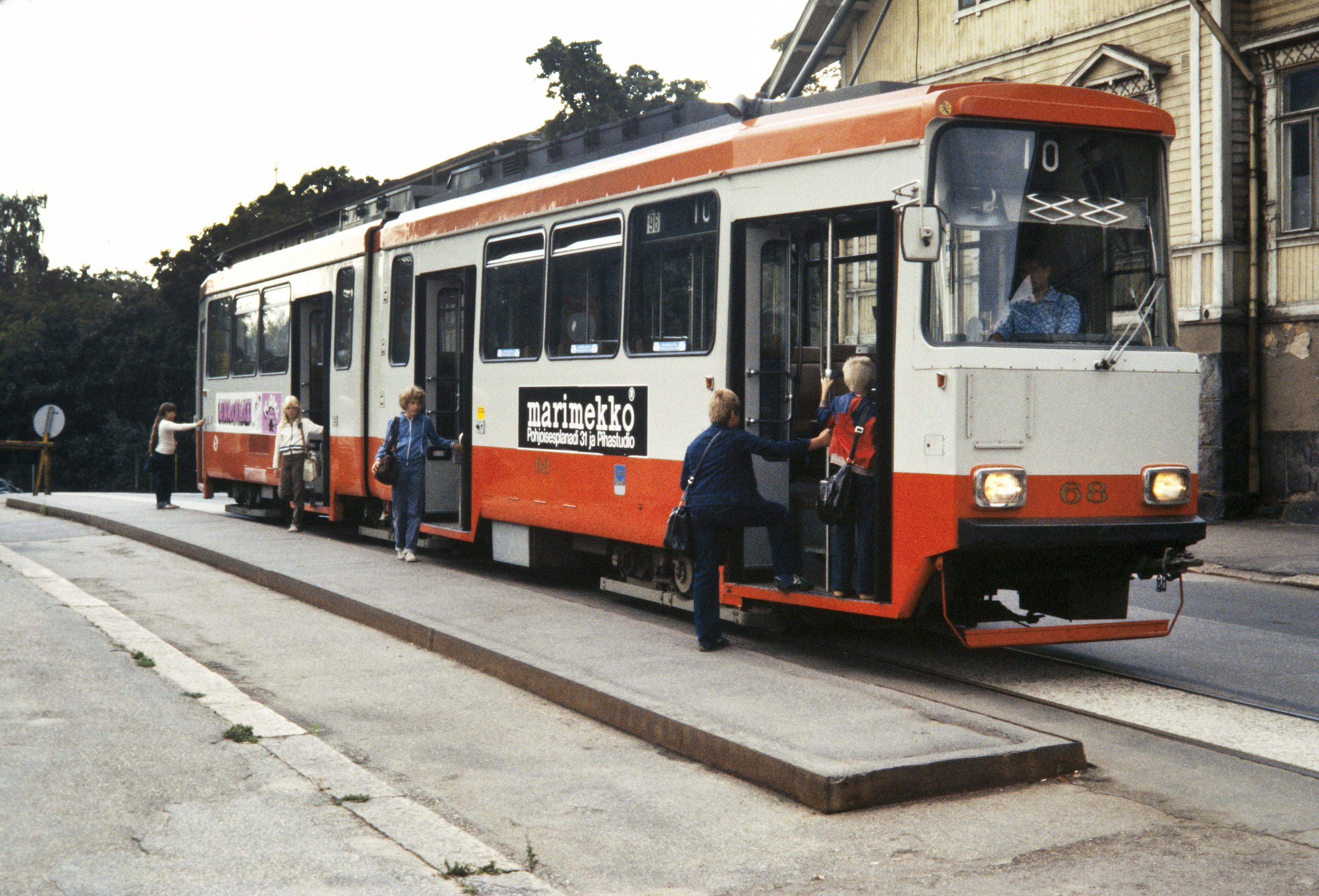
登場当時の塗装（1970年代撮影）
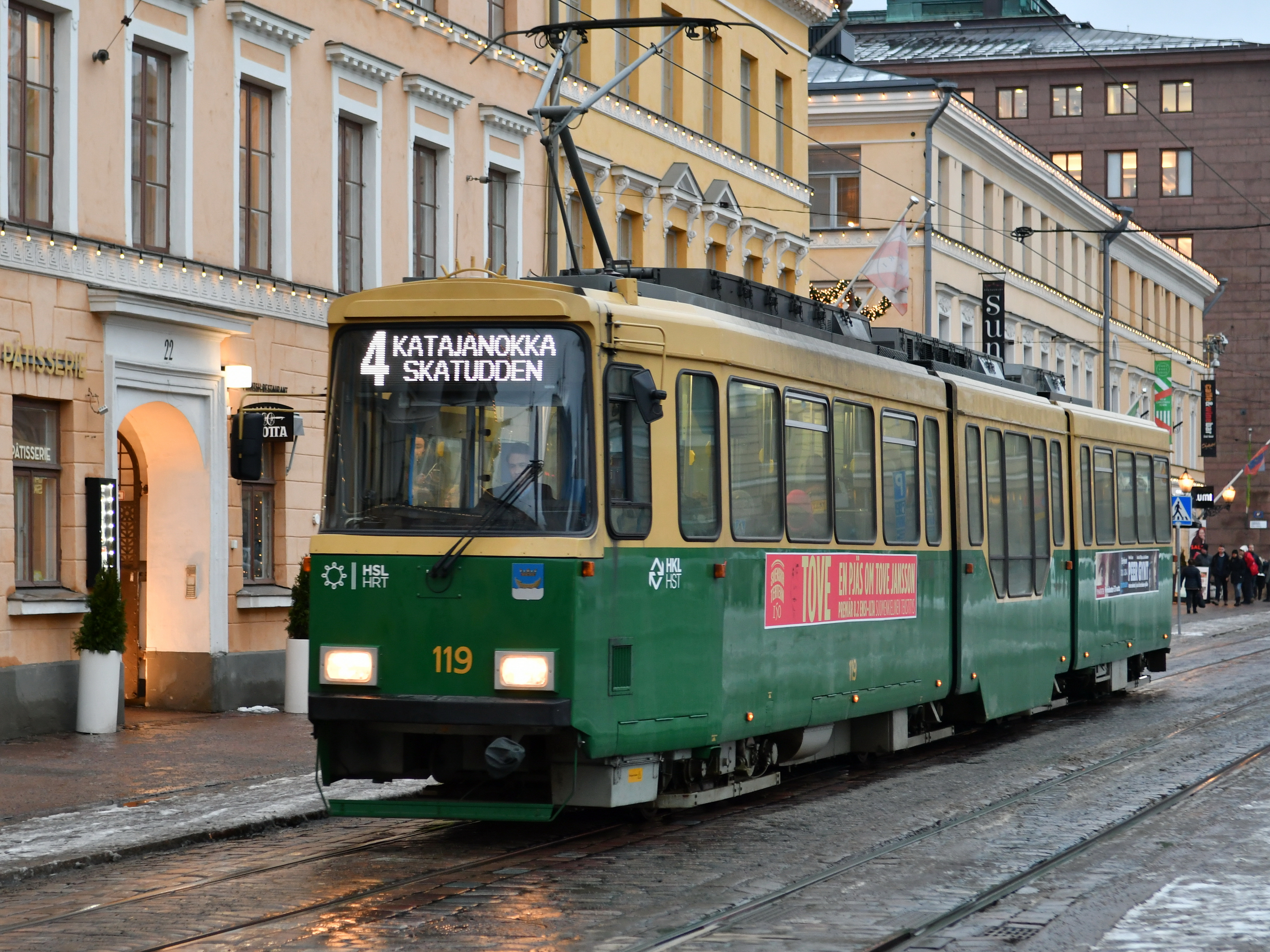
3車体連接車に改造された113（←34）（2017年撮影）
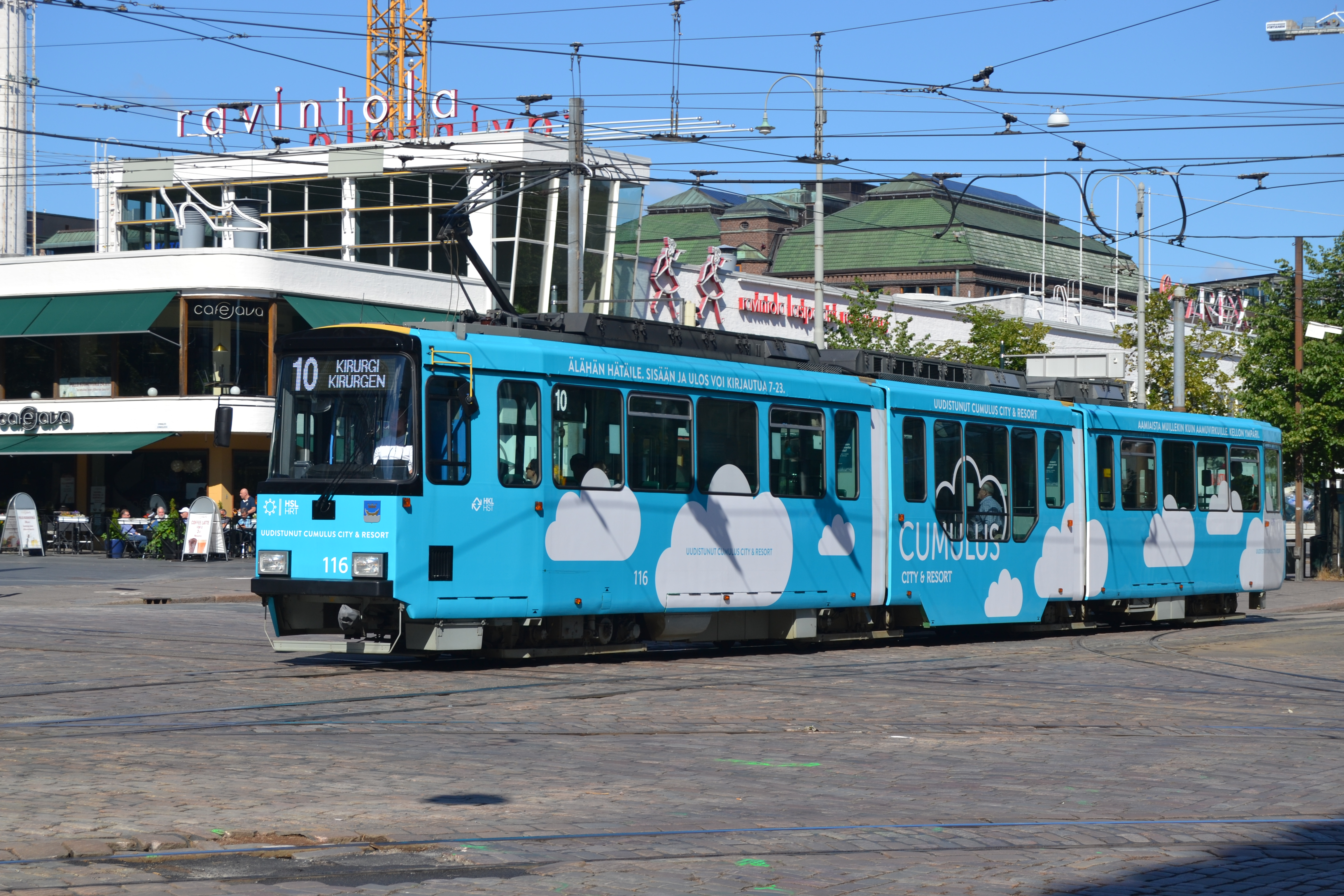
広告塗装（2017年撮影）
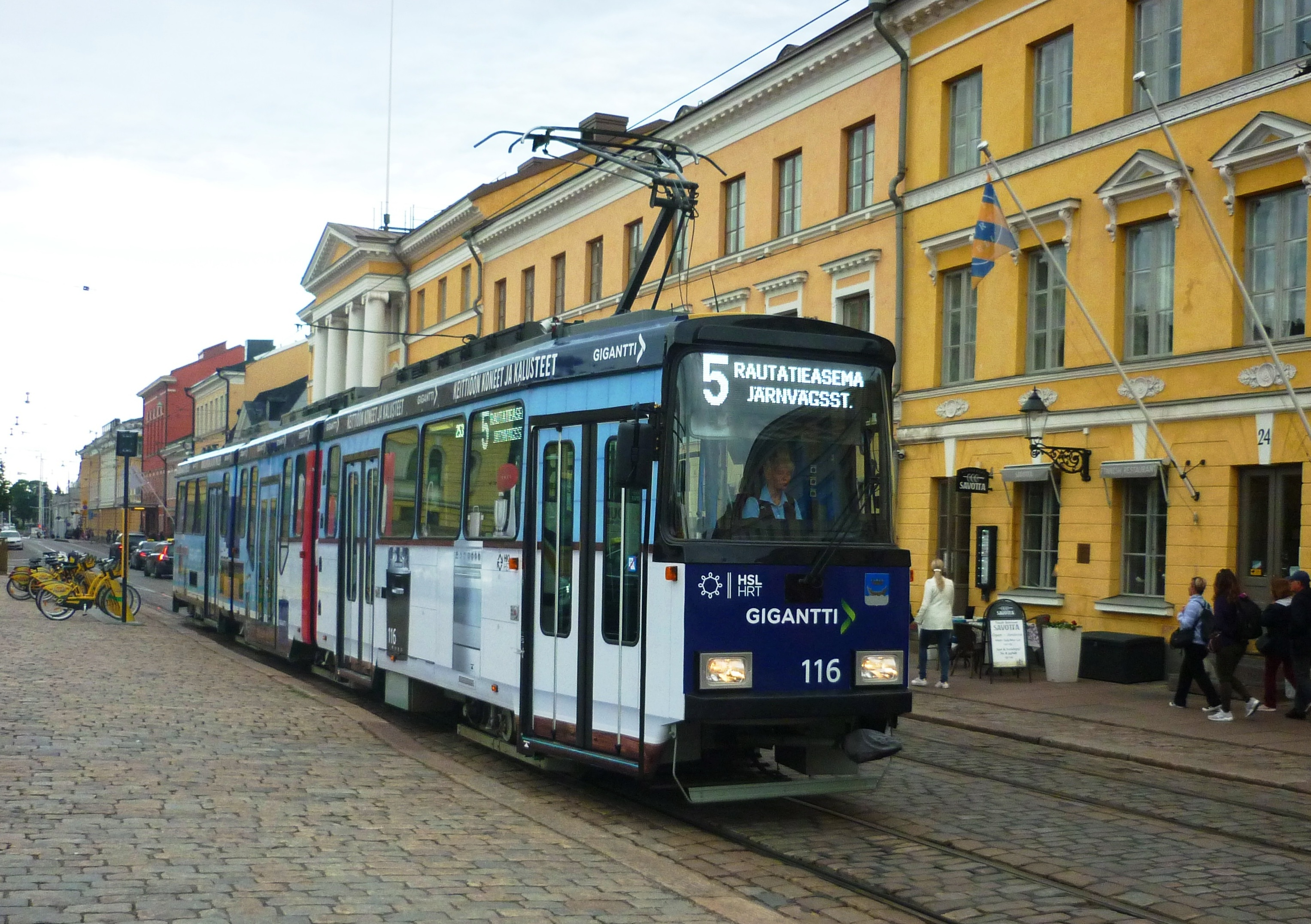
広告塗装（2018年撮影）